# Повінь в Південній Індії (2015)

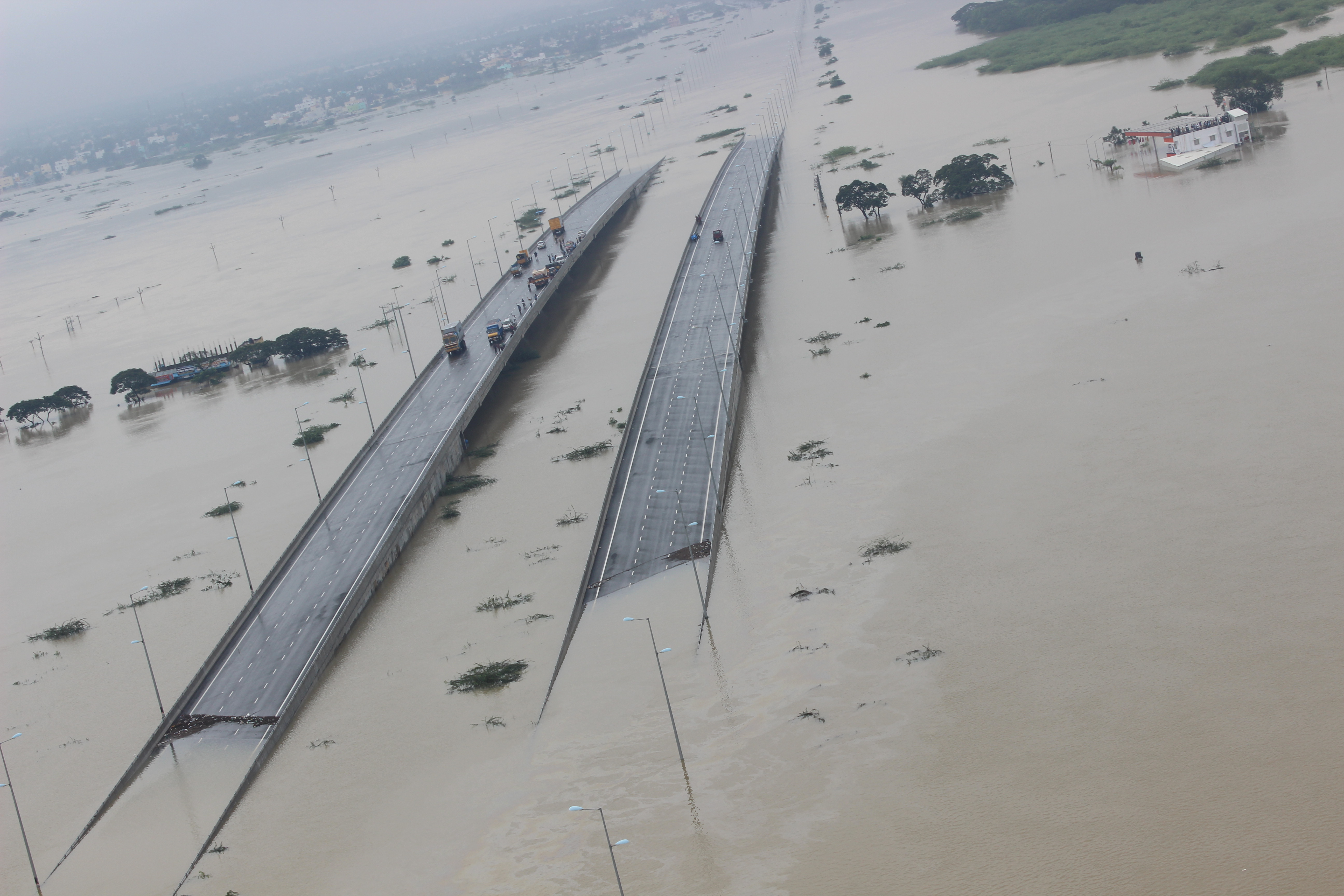
Повінь 2015 року на півдні Індії

Повінь 2015 року на півдні Індії. У листопаді-грудні 2015 року на півдні Індії в штаті Тамілнад сталася велика повінь, жертвами якої стали щонайменше 300 осіб. Це була найсильніша повінь на півдні Індії за останні 100 років.